# Chválkov (Lípa)
Chválkov (německy Chwalkau) je místní částí obce Lípy. Leží 9,5 km jihozápadně od Havlíčkova Brodu a 4 km jihozápadně od Lípy. Leží v kraji Vysočina. Rozkládá se na západním svahu Turkova kopce (599 m n. m.) v nadmořské výšce 555 m n. m.
Chválkov spadá do údolí, kterým protéká Úsobský potok (levý přítok Sázavy). Na protějším břehu se údolí zdvihá k zalesněnému vrchu "Hradiště".

## Historie
První zmínka o bývalé obci pochází z roku 1379. Bývala v majetku panství Střítež a Úsobí.

## Obyvatelstvo
Podle sčítání 1930 zde žilo v 20 domech 99 obyvatel. 99 obyvatel se hlásilo k československé národnosti. Žilo zde 95 římských katolíků a 4 příslušníci Církve československé husitské.
| Rok            | 1869 | 1880 | 1890 | 1900 | 1910 | 1921 | 1930 | 1950 | 1961 | 1970 | 1980 | 1991 | 2001 |
| -------------- | ---- | ---- | ---- | ---- | ---- | ---- | ---- | ---- | ---- | ---- | ---- | ---- | ---- |
| Počet obyvatel | 90   | 91   | 89   | 94   | 88   | 101  | 99   | 71   | 86   | 77   | 49   | 32   | 26   |

## Památky
- zděná zvonička
- barokní socha Jana Nepomuckého z roku 1768
- kříž u silnice směrem na Úsobí z roku 1844